# Samuel J. Tilden

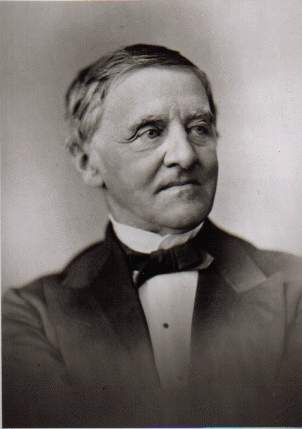
S. J. Tilden

Samuel Jones Tilden (* 4. Februar 1814 in New Lebanon, New York; † 4. August 1886 in Greystone bei Yonkers, New York) war ein US-amerikanischer Rechtsanwalt und Politiker. Ab 1866 war er Vorsitzender des State Committee der New Yorker Demokratischen Partei, danach von 1874 bis 1876 Gouverneur von New York. Durch seine Reformpolitik und den erfolgreichen Kampf gegen die Korruption bei den Demokraten enorm beliebt, kandidierte er bei der Präsidentschaftswahl 1876.
Tilden erreichte im Popular Vote bundesweit mit einem Vorsprung von etwa 250.000 Stimmen die absolute Mehrheit in der Bevölkerung, unterlag jedoch dem Republikaner Rutherford B. Hayes im Wahlmännerkollegium um eine einzige Stimme. Der Wahl folgten heftige Kontroversen, da die Auszählung der Stimmen aus Florida, Louisiana und South Carolina nicht endgültig geklärt war, beide Parteien die Ergebnisse für sich beanspruchten und sich gegenseitig des Betrugs bezichtigten. In Oregon sollte außerdem ein Wahlmann nicht anerkannt werden. Erst zwei Tage vor Beginn der folgenden Amtszeit schlug eine eigens eingerichtete Wahlkommission im Rahmen des inoffiziellen Kompromisses von 1877 endgültig Hayes die Stimmen zu.

## Jugend und Ausbildung
Samuel Tildens Vater war Elam Tilden, der 1842 verstarb, und seine Mutter Polly Youngblood Jones. Er hatte noch zwei Brüder, Henry A. Tilden und Moses Y. Tilden.
Im Jahre 1834 besuchte er die Yale University, musste aber bald aus Krankheitsgründen aufgeben. Später studierte er an der Universität der Stadt New York. Er wurde als Rechtsanwalt im Jahre 1841 aufgenommen und stieg schnell in die erste Reihe der Anwälte auf. Sein Spezialgebiet war Gesellschaftsrecht. Es heißt, dass in den finanziell schwierigen Jahren zwischen 1850 und 1860 mehr als die Hälfte der Eisenbahnen nördlich des Ohio River und zwischen dem Hudson und dem Missouri zeitweise seine Klienten waren, worauf sich sein Vermögen begründete.

## Politisches Wirken

Der korrupte William Tweed und Samuel J. Tilden

Trotz seiner Tätigkeiten am Gericht pflegte Tilden ein Interesse an der New Yorker Politik, trat in den Dienst der Staatsversammlung 1846 und der verfassungsgebenden Versammlung von 1867.
Im Jahr 1848, vor allem wegen seiner persönlichen Bindung an Martin Van Buren und John Bigelow, nahm er an der Revolte der „Barnburner“ (Scheunenanzünder) oder Freie-Boden-Fraktion (Free Soil) der Demokraten in New York teil, und im Jahre 1855 war er Kandidat der „Softshell“, oder Anti-Sklaverei-Fraktion, für den Posten des Generalstaatsanwalt des Staates.
Aufgrund der Einberufungsbefehle gab es Draft Riots (Einberufungskrawalle) und es kam zu gewalttätigen Unruhen, die vom 13. bis 16. Juli 1863 in New York herrschten und die Stadt in das bis dahin schlimmste Chaos ihrer Geschichte stürzten. Die Ursachen lagen zum einen in der durch den Amerikanischen Bürgerkrieg bedingten Einführung der allgemeinen Wehrpflicht. Zum anderen erregte eine Bestimmung besonderen Unmut, die es ermöglichte, sich mit der Zahlung von 300 Dollar der Wehrpflicht zu entziehen. In der Mittel- und Unterschicht wurde der Amerikanische Bürgerkrieg daraufhin als Krieg des reichen Mannes und Kampf des armen Mannes („the rich man's war and the poor man's fight“) angesehen.
Im Jahre 1866 wurde Tilden Parteivorsitzender der Demokratischen Partei im Bundesstaat New York. Tilden wurde von Thomas Nast von „Harpers Weekly“ kritisiert, die korrupten Aktivitäten von William Tweed, dem politischen Chef der Stadt, zu tolerieren. Tilden zögerte zunächst, sich an der Kampagne gegen Tweed zu beteiligen, aber im Jahr 1871 stimmte er der Einrichtung eines Ausschusses zu, um die Angelegenheiten zu prüfen. Bis 1874 war er Chef der Demokraten und zerschlug als solcher den Tweed Ring, eine korrupte Organisation, die sich um William Tweed, dem „boss“ of Tammany Hall in New York City gebildet hatte und die dabei war, die Stadtkasse zu plündern. Dies führte schließlich zu Tweeds Verhaftung und Verurteilung wegen Korruption.

“New York [cannot] remain the center of commerce and capital for this continent, unless it has an independent bar and an honest judiciary.”

„New York kann nicht das Zentrum von Handel und Kapital für diesen Kontinent bleiben, es sei denn, es hat ein unabhängiges Gericht und eine ehrliche Justiz.“

Tilden wurde 1874 zum Gouverneur von New York gewählt, und zwei Jahre später war er der demokratische Kandidat für die Präsidentschaft.

### Präsidentschaftswahl 1876
Er wurde am 28. Juni 1876 in St. Louis im ersten Wahlgang als Kandidat in der Präsidentschaftswahl 1876 nominiert. Bei der Wahl erzielte er für die Demokraten gegen den Kandidaten der Republikaner, Rutherford B. Hayes, eine Mehrheit, doch waren die Resultate aus vier Bundesstaaten – Florida, Louisiana und South Carolina, sowie eine rechtliche Streitigkeit in Oregon – unklar. Als die Stimmen ausgezählt waren, hatte Tilden (4.284.757) 51 % der Stimmen für seine Partei gewonnen, gegen 48 % seines republikanischen Gegners Rutherford Hayes (4.033.950). Der Kongress setzte zur Klärung des Resultates eine 15-köpfige Kommission ein, welche einen Republikaner mehr als Demokraten beinhaltete und alle 20 angefochtenen Wählerstimmen aus den vier Staaten Hayes zusprach. Damit kam das Ergebnis von 185 zu 184 Wahlstimmen zustande. Hayes hatte im sogenannten Kompromiss von 1877 unter anderem versprochen, den Wiederaufbau des Südens (Reconstruction) zu beenden, um seine Amtsübernahme durch die Demokraten dulden zu lassen.

## Der Umzug nach Yonkers
Tilden zog sich aus der Politik zurück und kaufte 1879 das Landhaus „Greystone“ von John Waring, einem Hutfabrikanten aus Yonkers. Das Haus war nach dem grauen Granit benannt, der in der Nähe gebrochen wurde und mit dem das Haus gebaut worden war. John Davis Hatch war der Architekt. Tilden baute das Haus für seine Zwecke um und ließ von der Firma Lord and Burnham einen großen Komplex von Gewächshäusern errichten.
Samuel Untermyer erwarb 1899 auf einer Auktion „Greystone“ von den Erben. Er beschäftigte 60 Gärtner und züchtete Blumen in 60 Gewächshäusern auf 150 acres mit Blick auf den Hudson River. 1948 wurde das Haus abgerissen und nur der Garten ist zugänglich.

## Sein Erbe an New York
Tilden starb am 4. August 1886 in Yonkers, New York, als wohlhabender Mann. Er wurde auf dem Friedhof von „Evergreen“ in New Lebanon, New York bestattet.
In sein Grabmal wurde sein Zitat eingemeisselt: Ich habe noch Vertrauen in die Menschen („I Still Trust in The People“).
Da er unverheiratet geblieben war, hinterließ er der Stadt New York die Summe von 5 Mio. US-Dollar zur Gründung einer öffentlichen Bücherei. Durch Anfechtung seiner beiden Neffen zogen sich die Rechtsstreitigkeiten über mehrere Jahre hin und die Summe reduzierte sich auf 1 Mio. US-Dollar. Seine Bücher wurden mit denen von Johann Jacob Astor und James Lenox zusammengeführt und bildeten in Bryant Parc den Grundstock für die heutige New York Public Library.

## Amtszeit
- Gouverneur von New York (3. November 1874 bis 7. November 1876)
- New York State Assembly 1846–1872

## Galerie

Zeichnung von Samuel Tildens Haus in New York am Gramercy Park
Tilden kaufte 1879 das Landhaus “Greystone” mit Park
Tildens Bibliothek in seinem Haus in Gramercy Park No.15
Die vorgeschlagene Tilden-Bücherei am Bryant Park

## Ehrungen
- Die Tilden Street in Wichita Falls, Texas ist nach ihm benannt. Erwähnenswert ist, dass diese Straße in einem Viertel mit Straßen befindet, die alle nach Präsidenten benannt sind.
- Die Tilden Street in Richmond, Virginia ist nach ihm benannt.
- Die Tilden Street im Northwest Quadrant of Washington, D.C. ist nach ihm benannt.
- Die Tilden Street in der Bronx, New York City ist nach ihm benannt.
- Die Tilden Avenue in Brooklyn ist nach ihm benannt.
- Die Tilden Street in Raleigh, North Carolina ist nach ihm benannt.
- Die Tilden Avenue in Utica, New York ist nach ihm benannt.
- Die Stadt Tilden in Chippewa County, Wisconsin ist nach ihm benannt.[10]
- Die Stadt Tilden in Texas (ehemals Dog Town) ist nach ihm benannt.